# Bemarqui
Bemarqui (grec antic: Βημάρχιος, llatí: Bemarchius) fou un sofista, retòric i historiador grec natural de Cesarea de Capadòcia que va viure en temps de l'emperador Constantí I el Gran o poc després. Les seves obres no s'han conservat.
Va escriure una història del regnat de l'emperador en deu llibres, i també declamacions i alguns discursos. És conegut gràcies a les referències de Libani, el seu rival.